# Jeu de stratégie
 (octobre 2019).
Si vous disposez d'ouvrages ou d'articles de référence ou si vous connaissez des sites web de qualité traitant du thème abordé ici, merci de compléter l'article en donnant les références utiles à sa vérifiabilité et en les liant à la section « Notes et références ».

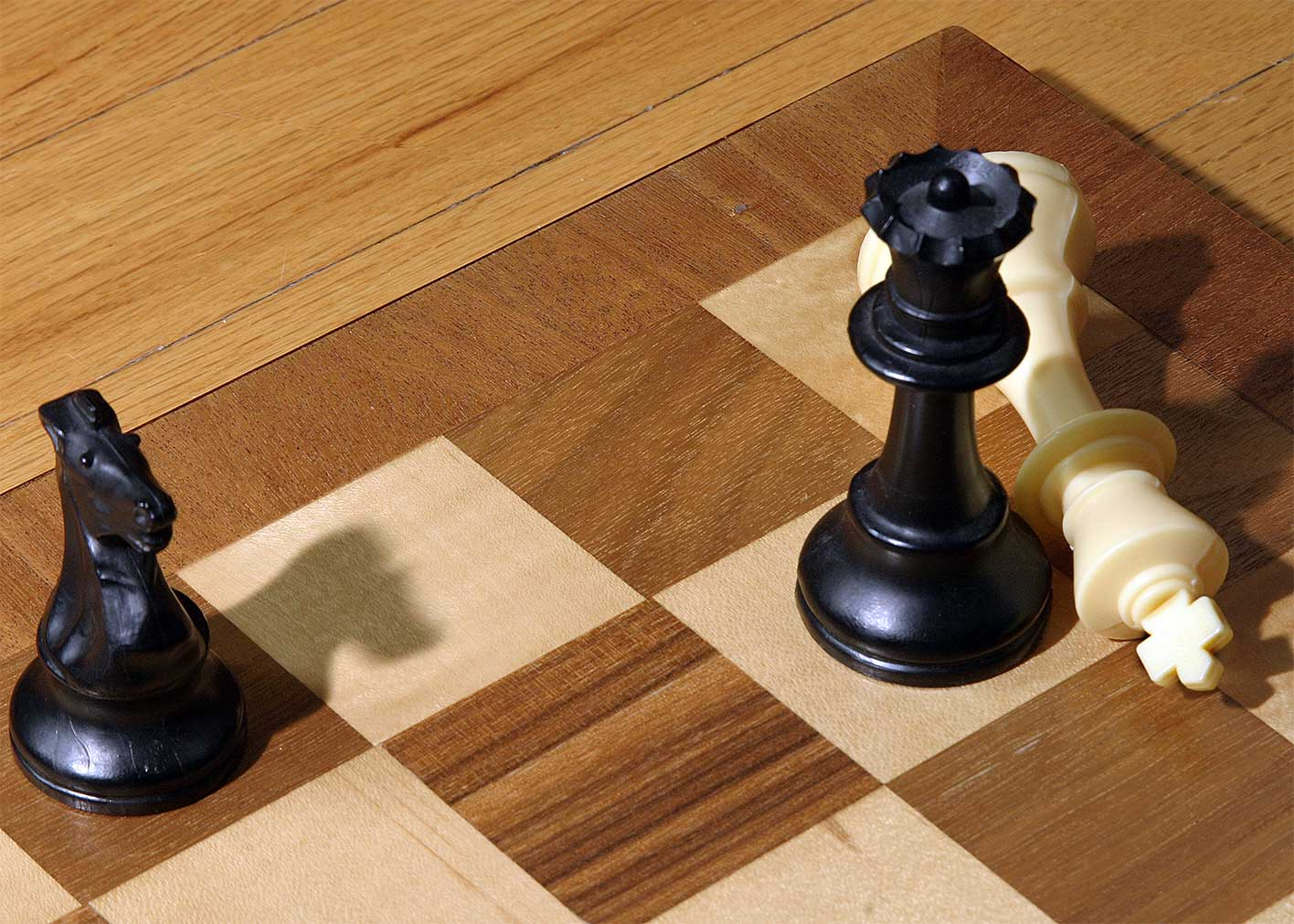
Les échecs, un jeu de société de type stratégie combinatoire abstrait.

Un jeu de stratégie est un jeu de société qui consiste à réaliser un objectif connu : augmenter sa domination spatiale, combattre un ou plusieurs adversaires sur un terrain de jeu, faire prospérer une entité… L'accent n'est pas mis sur l'adresse du joueur mais sur la planification de l'action tactique ou stratégique.
Les premiers jeux ont été créées sur plateaux, puis sont apparus des jeux vidéo informatisés.
On a tendance actuellement à appeler jeu de stratégie tout jeu faisant appel à la réflexion. Dans les faits, lorsqu'on parle aujourd'hui de jeu de stratégie, on parle essentiellement soit de jeux de guerre soit de jeux de simulation, informatisés ou non.
Le jeu de guerre est aussi appelé selon sa dénomination anglaise wargame ou allemande Kriegspiel. Le principe est utilisé depuis au moins le XIXe siècle dans les écoles militaires de tous les pays, pour exercer les élèves à l'observation, ainsi qu'à l'élaboration et à la réalisation de plans (ainsi d'ailleurs qu'à l'analyse de leurs échecs lorsque leur stratégie se révèle mauvaise).
Le terrain peut être de tout type. Le joueur est souvent considéré comme un dieu ou un général, supervisant l'ensemble de ses unités depuis le ciel, et donnant des ordres à chacune.

## Définition
De nombreux jeux de société ou jeux vidéo mettent en œuvre des stratégies. Il peut s'agir de jeux de stratégie combinatoire abstraits comme le Jeu d'échecs ou le jeu de go, souvent considéré comme le jeu de stratégie le plus abouti en particulier par la simplicité de ses règles et l'étendue du nombre de parties possibles. On met également en œuvre des stratégies au Bridge ou en résolvant le Cube de Rubik, casse-tête créé par l'architecte et designer hongrois Ernő Rubik.
Il convient donc de limiter l'utilisation du terme jeu de stratégie aux seuls jeux de simulation de batailles ou de guerres, réelles ou fictives, informatisés ou non, se jouant seul ou à plusieurs.
Les jeux dont le but est de créer et développer une cité (SimCity), un réseau de pouvoir (Railroad Tycoon) ou même une colonie spatiale, bien qu'ils fassent appel aussi à des questions de stratégie, sont plus généralement désignés sous le terme de jeu de gestion. Il en va de même des jeux d'entreprise. Il existe également des jeux de rôle non informatiques tels que le célèbre Donjons et Dragons.
Les jeux de figurines tels que les warhammers se jouent sur un plateau qui ressemble à un champ de bataille. Les figurines ont une totale liberté de mouvement, le plateau n'étant pas divisé en cases. Avec l'avènement de l'ordinateur, les jeux de stratégie ont trouvé un nouvel essor, puisque l'informatique peut remplacer un joueur ou/et un maître de jeu ; il en simplifie également grandement la gestion, puisque l'on peut compliquer à l'infini les règles.

## Jeux vidéo de stratégie
Il existe deux grandes catégories de jeux de stratégie :
- en temps réel ;
- au tour par tour.

### Jeu de stratégie en temps réel
Le premier vrai jeu du genre fut Guadalcanal sur Amstrad CPC 6128 ; il s'agissait d'une bataille aéronavale avec brouillard de guerre et temps pouvant être accéléré ou ralenti à volonté. Le second fut L'Art de la guerre sur Atari, et Amiga tiré du livre de Sun Tzu.
Le genre évolua grandement avec Dune II, précurseur de tous les jeux de stratégie actuels et adapté du livre éponyme de Frank Herbert. Puis suivirent les classiques Command and Conquer, dérivés en de nombreuses suites, comme Tiberium Sun, Alerte Rouge, Alerte Rouge 2, Generals et Generals Heure H.
Dans le même style, et ayant fait évoluer le genre, les célèbres Warcraft I, II et III ainsi que StarCraft ont introduit le jeu de stratégie sur Internet. Un classique du nom de Total Annihilation fut le premier jeu exploitant les effets de 3D (du moins si l'on considère Castle Wolfenstein comme un jeu d'action et non de stratégie). Enfin sont apparus également des jeux plus orientés vers la gestion économique comme la série Age of Empires.
À partir de 2001, les jeux de stratégie s'orientent vers la 3D pure, facilitant la gestion des combats dans les reliefs, et permettant ainsi un peu plus de réalisme. On y inclut également parfois des séquences vidéo. Des fanatiques du genre peuvent leur préférer les homologues en 2D du style Starcraft, plus économe en ressources (et par là même plus rapide) que les jeux plus récents.
Pour ce qui est de la rapidité de jeu, il existe depuis 2004 Warhammer 40,000: Dawn of War, qui aura bien révolutionné le genre avec son gameplay unique, et la possibilité de sortir ses troupes extrêmement vite.

### Jeu de stratégie au tour par tour
Chaque tour est divisé en actions à réaliser dans un ordre précis, qui varient selon la règle choisie.
Le hasard (des dés par exemple) est utilisé pour introduire le côté aléatoire du front. Si on sait qu'un engagement antichar sur douze conduit à la destruction du blindé, on lance un dé à douze faces et on modifie l'état du plateau conformément au résultat.
De l'avis des états-majors qui les pratiquent dans les écoles[Qui ?], habitués à travailler sur des maquettes, des tableaux muraux ou des écrans lors des vraies guerres, la simulation est si réaliste qu'on peine à voir des différences avec une guerre réelle.[réf. nécessaire]
Sur ordinateur, ce sont les jeux conçus par Sid Meier qui ont apporté au domaine une dimension didactique allant bien au-delà du simple Kriegspiel. En effet, l'objectif dans Civilization et de ses différentes suites est de bâtir un véritable empire, de l'âge de pierre jusqu'à nos jours, et par la diplomatie, la technologie ou la guerre (voire un mélange des trois), de devenir la civilisation majeure dans le futur ainsi que le pays au plus grand rayonnement culturel de la planète par ses merveilles du monde. Un rappel que, selon le mot de Clemenceau, La guerre est une chose trop sérieuse pour être confiée à des militaires.

### Jeu de grande stratégie
La grande stratégie est un type de jeu qui se distingue des deux précédents car elle se joue généralement en temps réel et place le joueur à la tête de toute une nation. Malgré cela, les jeux de grande stratégie sont nettement différents de ceux reconnus comme étant des jeux de stratégie en temps réel. Leur gameplay couvre donc de nombreux domaines de la géopolitique tels que la politique, l'économie, la religion, la diplomatie et la guerre. Certains de ces jeux sont axés sur la guerre, la logistique et la stratégie militaire, comme la série Hearts of Iron ou la série Hegemony, tandis que d'autres se concentrent sur divers éléments de la géopolitique comme le jeu Victoria I qui fait passer la politique et la diplomatie avant la guerre. Dans de nombreux cas, les jeux de grande stratégie peuvent être considérés comme une sous-catégorie des wargames.